# Ask Me Why
Ask Me Why é uma canção dos Beatles originalmente lançada no Reino Unido como lado B do single "Please Please Me" . Também foi incluída no primeiro álbum britânico deles, Please Please Me.
A canção foi composta principalmente por John Lennon, mas creditada a Paul McCartney e John Lennon, como todas impressões do álbum. A canção fez parte da audição dos Beatles da Parlophone nos Abbey Road Studios no dia 6 de junho de 1962. O arranjo da canção foi inspirado no estilo de Smokey Robinson and the Miracles.
"Ask Me Why" foi gravada no dia 26 de novembro de 1962, no mesmo dia que tentaram gravar outra canção de Lennon/McCartney chamada "Tip of My Tongue" que junto com "Ask Me Why" era considerada para fazer parte do lado B do single de "Please Please Me" single. Entretanto, o produtor George Martin sentiu que "Tip of My Tongue" precisava ser mais trabalhada, e acabou dando-a para Tommy Quickly gravá-la.

## Créditos
- John Lennon – violão, vocal principal
- Paul McCartney – baixo, vocal de apoio
- George Harrison – guitarra solo, vocal de apoio
- Ringo Starr – bateria